# سلافكو ميخاليتش
سلافكو ميخاليتش (بالكرواتية: Slavko Mihalić) شاعر ومترجم شعر كرواتي، عضو في الأكاديمية الكرواتية للعلوم والفنون [الإنجليزية]، رئيس اتحاد كتاب كرواتيا.

## سيرته
ولد في 16 مارس 1928 في كارلوفاتس في مملكة يوغسلافيا (كرواتيا في الوقت الحاضر)، وأنهى فيها دراسته الابتدائية والثانوية. بدأ الكتابة من عمر الرابعة عشرة. دخل كلية الفلسفة في جامعة زغرب، وفيها بدأ بإصدار مجلة أدبية شهرية «Tribina» («المنبر») في سنة 1952.
صدرت أول مجموعة شعرية له بعنوان «Komorna muzika» («موسيقا الحجرة») في سنة 1954. في نهاية خمسينات القرن العشرين كان بين مؤسسي مهرجان ستروغا الشعري.
أسس في سنة 1966 مع مجموعة من الكتاب مجلة «Most» (الجسر) التي كانت تنشر الأدب الكرواتي بلغات أخرى.
كان أحد مؤلفي إعلان عن وضع اللغة الكرواتية الفصحى وتسميتها [الإنجليزية]في سنة 1967.
في السبعينات مر ميخاليتش بفترة صعبة بعد أن أقيل من منصبه في هيئة محرري مجلة Most وطُرد من اتحاد كتاب كرواتيا، لم يكن لديه مجال لنشر شعره، لذا حاول كسب عيشه بالرسم والتصوير والترجمة الشعرية. وفي هذه الأثناء بدأت تظهر ترجمات شعره بالإيطالية والسلوفينية والبولونية والإنكليزية والألمانية وحتى بالألبانية.
عضو في الأكاديمية الكرواتية للعلوم والفنون [الإنجليزية] منذ سنة 1984، وعضو فعلي فيها منذ سنة 1991.
عضو في الأكاديمية السلوفينية للعلوم والفنون منذ سنة 1995.
صدرت مجموعاته الشعرية بأكثر من 20 لغة.

## أهم الجوائز
- جائزة تين أوييفيتش [الإنجليزية] سنة 1982 على كتابه الشعري «Pohvala praznom džepu» («في مدح الجيب الفارغ»)[2]
- جائزة فلاديمير نازور [الإنجليزية] سنة 1996 على مجمل أعماله
- جائزة الإكليل الذهبي[3] سنة 2002.